# Shalimar il clown
Shalimar il clown (titolo originale Shalimar the Clown) è un romanzo dello scrittore indiano naturalizzato britannico Salman Rushdie, pubblicato in originale nel 2005, in Italia edito nel 2006 da Arnoldo Mondadori Editore. 

## Trama
Nella vita di India c'è un vuoto che la accompagna, come l'ingombrante nome che porta ed in cui non si riconosce. L'assenza che la perseguita è quella della madre, di cui non sa nulla, un ostacolo che le impedisce di amare il padre come vorrebbe. Lui, Max Ophuls, le ha dato tutto quello che un uomo impegnato può dare ad una figlia, tranne un ricordo della donna che l'ha generata. Ma quello che India non sa e che le era stato nascosto irrompe nella sua vita nella figura di un uomo bellissimo di nome Shalimar, uccidendo barbaramente il padre.
Il giovane Noman, figlio del capo del villaggio degli attori, ha terminato il periodo di apprendimento dimostrandosi un valente acrobata e può quindi scegliersi un nome d'arte. Il nome che porterà è Shalimar, splendido giardino mughal dove è nato assieme alla bella e audace Bhoomi (lei però preferisce Boonyi), figlia del paṇḍit del villaggio. Ma l'amicizia delle due famiglie non basta a cancellare la differenza di religione che li separa, nemmeno nel tollerante Kashmir, per cui è nella segretezza degli sguardi e della foresta che il loro amore cresce e si rinforza. Diverse sono le insidie da cui devono guardarsi perché dal giorno in cui sono nati il loro paese è andato incontro a cambiamenti inquietanti, alterando l'armonia che vi regnava, spargendo semi d'odio che trovano terreni su cui germogliare. Ma non a Pachigam, e quando il loro segreto viene alla luce il villaggio si trova unito nel difenderli, ed il loro matrimonio diventa un'occasione per rinsaldare questa unità, anche se non può soffocare i pericoli che incombono. Ma nemmeno può frenare l'irrequietezza di Boonyi, che non riesce ad accettare un matrimonio che ai suoi occhi assomiglia ad una condanna e da cui decide di sfuggire alla prima occasione propizia.
Maximilian Ophuls è nato a Strasburgo da una rispettabile famiglia di ebrei ashkenaziti, distinguendosi con studi brillanti, sviluppando un fascino naturale ed altre capacità che si rivelano utilissime quando nel 1940 i tedeschi occupano l'Alsazia. Entrato nella Resistenza riesce a stento a sottrarsi alla cattura perdendo i genitori, continuando quindi sotto falsa identità a fornire il proprio talento di falsificatore di documenti alla lotta contro gli occupanti. Quando la situazione diventa insostenibile riesce nuovamente a fuggire in compagnia di Peggy Rhodes, figura leggendaria operante nella Resistenza, di cui si innamora. Giunto a Londra viene però accolto freddamente da De Gaulle, accettando quindi la proposta angloamericana di partecipare alla conferenza di Bretton Woods, dove vengono poste le basi del mondo nuovo. Quando vi giunge è un uomo sposato, poiché la sua offerta di matrimonio è stata accolta da Peggy con un entusiastico consenso.
Dopo vent'anni di quel matrimonio rimane solo una facciata di convenienza, e la nomina di Max ad ambasciatore americano in India vede quindi i due impegnarsi separatamente nelle funzioni che il ruolo comporta. In una di queste occasioni ufficiali, durante una visita in Kashmir Max Ophuls incontra Boonyi rimanendone fulminato, occasione che la giovane decide di sfruttare a dovere. Inizia così un gioco di sotterfugi che la porta a Delhi dove diventa l'amante di quell'uomo potente, ottenendo in cambio tutto quello che desidera. Scoprendo però che il legame con la propria terra e l'uomo che amava non può essere cancellato così facilmente, e il disprezzo per la scelta compiuta la trascina in una spirale autodistruttiva a base di oppio, cibo e trascuratezza. Ma quando l'amante decide di porre fine a quella relazione si ritrova di fronte ad una situazione inattesa: Boonyi è incinta. A questo punto si fa avanti Peggy uscendo dall'ombra da dove aveva seguito tutta la vicenda, di cui finalmente può ricavare quanto desiderava: una figlia da crescere. Boonyi può quindi tornarsene a Pachigam dove scopre di essere stata dichiarata morta da tutto il villaggio, condizione che le evita la vendetta del marito, condannandola però ad una vita da spettro, isolata dalla comunità. 
Nel cuore di Shalimar l'amore è stato sostituito da un odio feroce, e non potendo rivalersi su una moglie morta vivente decide di rifarsi sul suo seduttore occidentale. Con questo scopo sceglie di farsi coinvolgere nella lotta tra fazioni politiche e religiose che stanno trasformando il Kashmir, generando rancori e diffidenza dove una volta prevaleva l'armonia. Entrato in clandestinità, dopo un periodo di militanza in un gruppo autonomista si aggrega ai fondamentalisti islamici che si appoggiano al Pakistan, dove viene addestrato ed indottrinato al jihād diventando un assassino molto apprezzato nelle operazioni mirate contro obiettivi sensibili. Torna quindi in un Kashmir dove il radicalismo si sta imponendo in una società sempre più lacerata da conflitti che le stesse autorità indiane preferiscono sfruttare per normalizzare un popolo troppo orgoglioso. E l'onda d'odio travolge alla fine anche Pachigam, che dopo essersi salvato da un'incursione dei fondamentalisti viene cancellato assieme ai suoi abitanti durante un'operazione militare indiana. Questo permette a Shalimar di portare a termine la propria vendetta contro Boonyi, il che non basta per soddisfare la sua sete di sangue; si mette quindi sulle tracce di Max, comparendo infine davanti alla sua villa. Dichiarando la propria vera identità riesce a farsi assumere come suo autista personale, scoprendo così quanto serve per colpire l'uomo al centro del suo odio, e trovando un nuovo obiettivo per il suo desiderio di vendetta, una figlia di cui non conosceva l'esistenza.
Dopo l'assassinio del padre, per India Ophuls inizia un periodo di domande e risposte scomode, che le aprono finalmente la porta di quel passato negato. La sorpresa maggiore è quella di un nome nuovo, il suo, Kashmira, passaporto per il luogo da cui trarre i tasselli mancanti. In quella terra un tempo magica trova i segni del conflitto che ha inghiottito Pachigam, e riesce con l'aiuto di un inaspettato spasimante locale a ritrovare la tomba della madre, ricostruendone le circostanze della morte. Poco dopo il suo ritorno negli Usa Shalimar viene catturato, e Kashmira decide quindi di dare voce ad una rabbia che dal giorno dell'omicidio del padre ha sentito nascere e crescere e che il recente viaggio sembra avere amplificato, scrivendogli lettere affilate come coltelli. Il tentativo della difesa di Shalimar di usarle per cercare di alleggerirne le responsabilità porta Kashmira sul banco dei testimoni, dove svela le circostanze della morte della madre. Il verdetto inevitabile è la condanna alla pena capitale, e da quel momento le loro vite si separano. Kashmira può riprendere in mano i fili della propria, mentre per Shalimar si prospetta la lunga attesa del condannato a morte. Fino al giorno in cui una rivolta nel carcere gli offre la possibilità di spiccare un volo che lo conduce direttamente all'obiettivo del suo odio mai spento. Ad attenderlo sarà però la freccia di Kashmira. 

## Ricezione critica
Il libro alla sua uscita fu accolto da giudizi di segno differente da parte della critica. Le recensioni favorevoli hanno apprezzato la capacità dell'autore di spostare lo sguardo su mondi diversi mescolando i canoni e riuscendo comunque a mantenere coerente la narrazione, affrontando il tema della convivenza tra culture e religioni attraverso gli intrecci di una umanità credibile e vitale, trattando argomenti complessi come il terrorismo ed i conflitti da cui originano. 
Altri critici, riconoscendo l'impegno dell'autore dal punto di vista stilistico e dei contenuti, hanno però espresso riserve sul risultato finale, lamentando alcuni eccessi. In particolare c'è chi ha deplorato una certa superficialità nel tratteggiare ambienti e personaggi principali, e non sono mancate vere e proprie stroncature, che hanno accusato l'autore di essere caduto in una forma di manierismo autoreferenziale, recuperando molti dei temi presenti in opere precedenti con risultati tuttavia eccessivi e poco brillanti.

## Edizioni
- Salman Rushdie, Shalimar il clown, traduzione di Vincenzo Mantovani, 2ª ed., Arnoldo Mondadori Editore, marzo 2006  [2005], ISBN 88-04-55299-9.